# Goats Head Soup
| 평가 점수                            | 평가 점수 |
| 출처                                 | 점수      |
| ------------------------------------ | --------- |
| AllMusic                             | [ 2 ]     |
| Christgau's Record Guide             | B         |
| The Great Rock Discography           | 6/10      |
| MusicHound                           | 2/5       |
| NME                                  | 6/10      |
| Q                                    | [ 6 ]     |
| The Rolling Stone Album Guide        | [ 7 ]     |
| Tom Hull                             | B         |
| Virgin Encyclopedia of Popular Music | [ 4 ]     |

《Goats Head Soup》는 1973년 8월 31일에 발매된 영국의 록 밴드 롤링 스톤스의 열한 번째 영국 스튜디오 음반이자 열세 번째 미국 스튜디오 음반이다. 그 밴드는 이전 《Exile on Main St.》처럼 세금 문제로 영국 밖에서 그것의 많은 부분을 작곡하고 녹음했다. 《Goats Head Soup》는 자메이카, 미국, 영국에서 녹음되었고 영국과 네덜란드에서 섞였다. 이 음반에는 믹 재거와 키스 리처즈가 작곡한 10곡의 곡이 수록되어 있는데, 여기에는 리드 싱글 〈Angie〉가 미국에서 싱글 1위, 영국에서 톱 5에 올랐다.
《Goats Head Soup》는 영국, 미국을 비롯한 여러 국가 차트에서 1위를 차지했다. 그러나 비평가들과 대중의 평가는 엇갈렸고, 일반적으로는 일련의 호평받은 음반 이후 밴드가 하락세로 접어들기 시작한 작품으로 여겨진다. 다만 최근 들어 이 음반에 대한 평가는 점차 높아지고 있다. 밴드는 음반 발매 후 유럽 투어를 통해 《Goats Head Soup》를 지원했다. 이 음반은 1994년과 2009년에 각각 버진 레코드와 유니버설 뮤직 그룹에 의해 리마스터되어 재발매되었다. 2020년에는 자일스 마틴이 리믹스한 재발매반이 출시되었고, 보너스 트랙과 미공개 아웃테이크를 포함한 디럭스 에디션도 함께 발매되었다. 이 재발매반은 영국 차트에서 다시 1위에 올랐다.

## 녹음
1972년 11월, 이 밴드는 자메이카의 다이내믹 사운드 스튜디오인 킹스턴으로 이전했다. 키스 리처즈는 2002년에 다음과 같이 말했다. "자메이카는 우리 모두를 들어오게 하는 몇 안 되는 장소들 중 하나였습니다! 그때쯤이면 제가 살 수 있었던 나라는 스위스밖에 없었습니다. 적어도 첫 1년 동안은 스키 타는 것을 싫어했기 때문에... 9개국이 저를 쫓아냈어요, 정말 고마워요, 그래서 어떻게 이 일을 함께 할 것인가의 문제였죠..."
녹음 과정 중 2002년 당시 롤링 스톤스 레코드의 사장 마샬 체스는 "우리는 한 달, 하루 24시간씩 스튜디오를 예약했었고, 그래서 밴드가 몇 곡의 가사와 리듬, 우리가 소리를 고치는 동안 방해와 리허설을 하는 것에서부터 시작하여 그들의 음악을 그들의 자유로운 형식으로 발전시킬 수 있도록 했습니다. 롤링 스톤스가 6~8개월 동안 함께 뛰지 않았을지도 모른다는 사실이 옛날의 레코드사였던 저는 놀라웠습니다. 하지만 롤링 스톤스가 한 시간 안에 그들의 강점인 시너지를 발휘하여 하나의 시너지를 하나로 묶을 수 있었습니다..."
재거는 당시 녹음 접근법에 대해 "작곡하고 연주하는 것은 분위기입니다. 지난 음반처럼 (《Exile on Main St.》)은 기본적으로 짧은 집중 기간에 녹음되었습니다. 여기서 2주, 거기서 2주, 그리고 또 2주요. 그리고 마찬가지로, 모든 글들이 집중되어 특정한 한 기간의 느낌을 받았습니다. 석 달 후에는 모든 것이 매우 다르고 우리는 《Goats Head Soup》와 같은 종류의 재료를 쓰지 않을 것입니다."
섬의 세션과 자메이카 현지 분위기에 대해 리처즈는 "음반 자체를 만드는 데는 그렇게 오래 걸리지 않았습니다. 하지만 정말 많은 곡을 녹음했습니다. 자메이카인들뿐만 아니라 가이아나 같은 곳에서 온 퍼커션 연주자들도 있었고, 스튜디오를 떠돌며 일하는 분들도 계셨습니다. 완전히 다른 환경에서 연주하는 것은 흥미로운 경험이었습니다. 예를 들면, 다이내믹 스튜디오의 엔지니어였던 마이키 청은 중국계였습니다. 자메이카가 얼마나 다민족적인 곳인지 깨달을 수 있었습니다."고 말하였다. 음반 제목은 자메이카 요리인 매니시 워터를 참조한 것으로 여겨진다.
다이내믹 스튜디오에서 처음 녹음된 곡은 〈Winter〉로, 믹 테일러에 따르면 "재거가 스튜디오에서 기타를 퉁기기 시작하면서 모든 것이 거기서부터 자연스럽게 맞춰졌다"고 한다. 이 곡의 가사 주요 테마는 1968년 미공개곡인 〈Blood Red Wine〉으로 거슬러 올라간다. 또한 이 곡은 음반에서 리처즈가 연주자로 참여하지 않은 유일한 곡으로, 일렉트릭 리듬 기타는 재거가 연주했다. 테일러는 이후 칼라 올슨과 함께 〈Winter〉를 《The Ring of Truth》 음반을 위해, 〈Silver Train〉을 《Too Hot for Snakes》 음반을 위해 각각 더 긴 버전으로 다시 녹음했다.

## 커버 아트
커버 아트는 레이 로런스가 디자인하고, 재거의 친구이자 1964년부터 롤링 스톤스와 함께 작업해 온 데이비드 베일리가 촬영했다. 앞면 커버에 실린 재거의 초상은 12인치 LP 원본 포맷에서 거의 실제 크기였다. 베일리는 재거를 분홍색 시폰 베일에 싸인 채 촬영하려 했지만, 재거는 이에 대해 내키지 않아 했다. 베일리에 따르면 이는 "《아프리카의 여왕》에 나온 캐서린 헵번" 같은 느낌을 의도한 것이었다. 게이트폴드 안쪽에는 테일러, 와이먼, 와츠가 비슷한 천으로 싸인 모습이 등장하고, 리처즈는 뒷면에 실렸다. 원래 기각된 음반 커버 디자인은 밴드 전원을 켄타우로스 그린 그림과 자메이카 요리인 염소 머리 수프 (염소의 머리, 발, 고환 등으로 만든 요리)를 담은 이미지를 담고 있었다.

## 곡 목록
모든 곡들은 믹 재거와 키스 리처즈가 작사/작곡하였다.
| #  | 제목                                   | 재생 시간 |
| -- | -------------------------------------- | --------- |
| 1. | 〈Dancing with Mr. D〉                 | 4:53      |
| 2. | 〈100 Years Ago〉                      | 3:59      |
| 3. | 〈Coming Down Again〉                  | 5:54      |
| 4. | 〈Doo Doo Doo Doo Doo (Heartbreaker)〉 | 3:26      |
| 5. | 〈Angie〉                              | 4:33      |

| #   | 제목                       | 재생 시간 |
| --- | -------------------------- | --------- |
| 6.  | 〈Silver Train〉           | 4:27      |
| 7.  | 〈Hide Your Love〉         | 4:12      |
| 8.  | 〈Winter〉                 | 5:30      |
| 9.  | 〈Can You Hear the Music〉 | 5:31      |
| 10. | 〈Star Star〉              | 4:25      |

## 인증
| 국가                                                  | 인증        | 판매량/출하량 |
| ----------------------------------------------------- | ----------- | ------------- |
| 캐나다 (뮤직 캐나다)                                  | 플래티넘    | 100,000^      |
| 덴마크 (IFPI Danmark)                                 | 플래티넘    | 10,000        |
| 프랑스 (SNEP)                                         | 골드        | 100,000*      |
| 독일 (BVMI)                                           | 골드        | 100,000       |
| 네덜란드 (NVPI)                                       | 골드        | 25,000        |
| 스웨덴 (GLF)                                          | 골드        | 25,000        |
| 영국 (BPI)                                            | 골드        | 100,000^      |
| 미국 (RIAA)                                           | 3× 플래티넘 | 3,000,000^    |
| *판매량을 기반으로 한 인증 ^출하량을 기반으로 한 인증 |             |               |